# Sonate voor cello en piano nr. 2 (Rautavaara)
Einojuhani Rautavaara voltooide zijn Sonate voor cello en piano nr. 2 in 1991.
Net als zijn Sonate voor cello en piano nr. 1 kende dit werk geen vlotte start. Hij schreef het werk in eerste instantie onder de titel Dialogos voor deelname aan de compositiewedstrijd uitgeschreven door de stad Turku. Hij won er weliswaar een derde prijs mee, maar het werk werd destijds niet uitgevoerd. In 1991 pakte Rautavaara Dialogos (een dramatische dialoog tussen cello en piano, aldus de componist) weer uit de la, maakte er het eerste deel van uit deze cellosonate en schreef er het tweede en derde deel bij. Ook die delen waren niet geheel origineel; het bevat elementen uit zijn muziek voor de opera Auringon talo.
Daar waar zijn eerste cellosonate (met piano) nog teruggreep op de neoromantiek, kwam Rautavaara hier met moderne stijlen. Het bevat elementen van dodecafonie, aleatoriek en tevens clusters in de pianopartij.  De delen worden kortweg I, II en III genoemd, waarbij deel twee doorgaat voor het scherzo. In het slotdeel zijn passages te horen uit de eerdere delen; het slot slaat terug op het begin. 
De eerste uitvoering vond plaats op 16 september 1991 door cellist Erkki Rautio (cello) en Izumi Tateno (piano). Erkki Rautio bleek tien jaar later in het bezit te zijn van het manuscript van de Sonate voor cello en piano nr. 1. 